# Humanistično judovstvo
Humanistično judovstvo je judovska verska ločina, ki z vidika judovske identitete poudarja, da sta kultura in zgodovina skupnosti pomembnejši od čaščenja Boga. Obredi ne vključujejo molitev. Filozofski pogled izvira iz klasičnega humanizma, ki je je predstavljal človeka kot pomembnejšega od Boga.

## Izvor
Posvetnost se je med Judi razširila v času 19. stoletja, ko so številni voditelji zavrnili verske obrede in prepričanja v zameno za odprto miselnost in liberalizem. Med osrednjimi judovskimi aktivisti in podporniki humanističnega gibanja so bili Ahad Ha’am, Simon Dubnow in Chaim Zhitlovsky. Končno obliko humanističnega judaizma je formuliral leta 1963 rabin Sherwin Wine, kateri je pred tem deloval znotraj reformiranega judovstva. Mednarodna organizacija, ki povezuje obstoječa judovska humanistična društva, obstaja od leta 1986. Ocenjuje se, da je v svetu okoli 20.000 pripadnikov gibanja.

## Načela verovanja
- Jud je tisti, ki se istoveti z judovsko kulturo, zgodovino in prihodnostjo Judov.
- Judovstvo je iz zgodovine izvirajoča kulturna smer, vera je le eden od njenih sestavnih delov.
- Ljudje imajo moč in odgovornost, da vplivajo na svoje življenje neodvisno od višje sile.
- Judovska zgodovina izvira, enako kot zgodovina vsega človeštva, iz človeške aktivnosti in naravnih pojavov. Biblijski in ostali klasični teksti so produkt človeške interpretacije.
- Etika in morala naj služita potrebam ljudi individualno. Vnaprej določena splošna pravila so zavrnjena.

## Judovska identiteta
Judovska identiteta se razume kot individualna opredelitev posameznika, ne glede na njegovo družinsko, geografsko ali zgodovinsko pripadnost. Rabini in ostali vodje gibanja mešanim porokam med Judi in drugoverci ne nasprotujejo. Ti dve stališči sta s strani ostalih judovskih gibanj najbolj kritizirani točki humanističnega judovstva.